# DNA-glykosylas
DNA-glykosylaser är en familj av enzymer som arbetar med så kallad base excision repair, vilket är en reparationsprocess som aktiveras vid skador på DNA-kedjan. DNA-glykosylaser katalyserar det första steget i reparationen, de verkar genom att hydrolysera den skadade kvävebasen (puriner eller pyrimidiner), vilken ofta är en uracilgrupp som bildats då cytidin deaminerats.
Detta gör att enbart fosfo-ribosylkedjan återstår, som i sin tur kan repareras av AP-endonukelas, excision nuklease, DNA-polymeras beta samt DNA-ligas.